# Hexafolio

Un hexafolio geométrico

Un hexafolio (o hexalóbulo) es un diseño geométrico utilizado como un elemento tradicional de la arquitectura gótica, creado mediante la superposición de seis arcos circulares para formar una imagen en forma de flor. El diseño de hexafolio sigue el modelo del lirio de seis pétalos, por su simbolismo de pureza y relación con la Trinidad. Su forma se genera a partir de una serie de unidades compuestas, y también existe una variante  extruida más compleja. Otras formas similares al hexafolio incluyen el trifolio, el cuadrifolio y el pentafolio.

## Dibujo de un hexafolio
Una forma común del hexafolio tiene un anillo de seis círculos tangentes circunscritos por un círculo más grande. Puede construirse con compás y regla, dibujando seis círculos en los centros de un hexágono regular, con un diámetro igual al lado del hexágono. Los círculos internos del hexafolio tienen un radio de 1/3 del círculo externo que los contiene, lo que hace posible deducir el área y el perímetro de la figura como un ejercicio matemático.

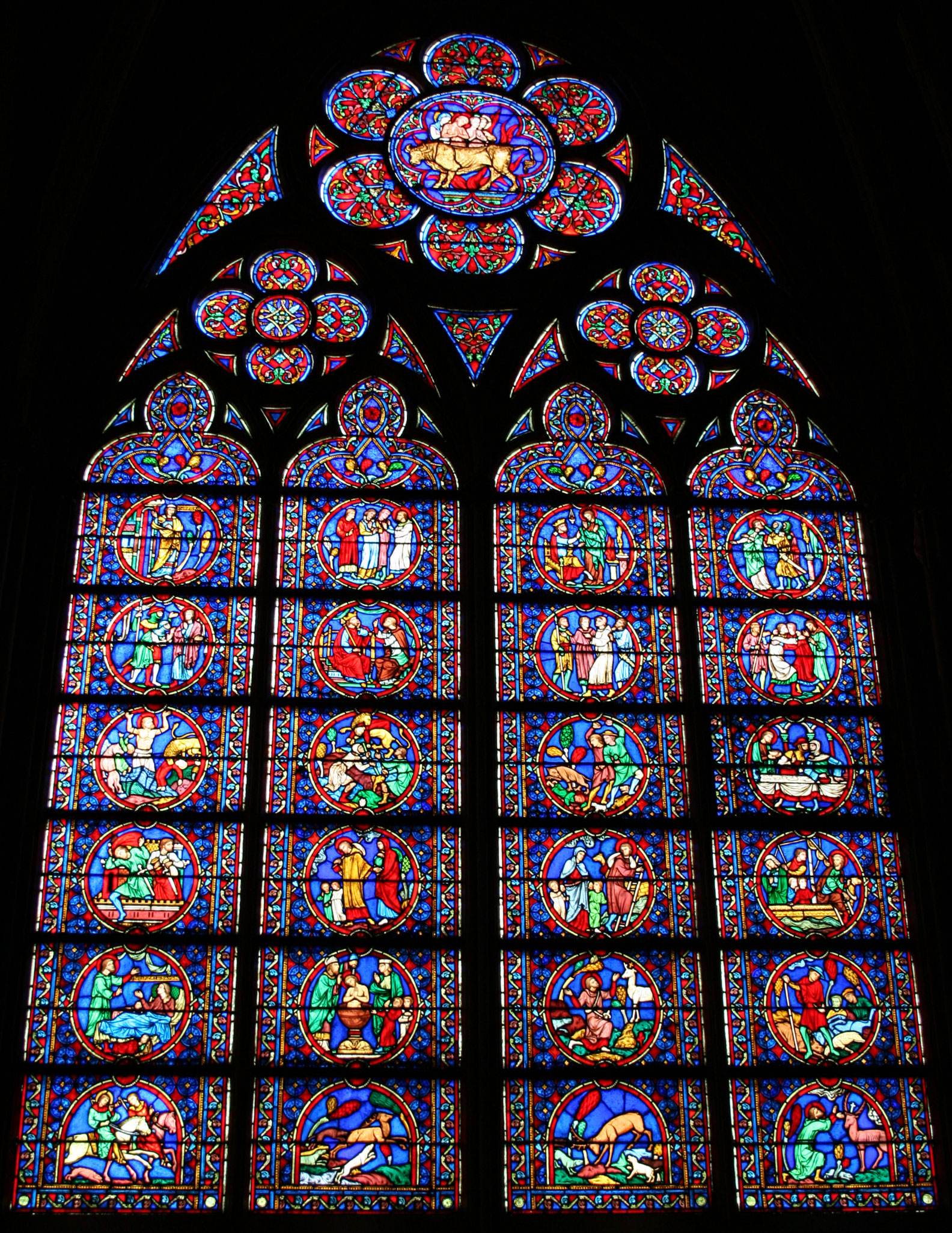
Hexaolio en una vidriera de Notre Dame

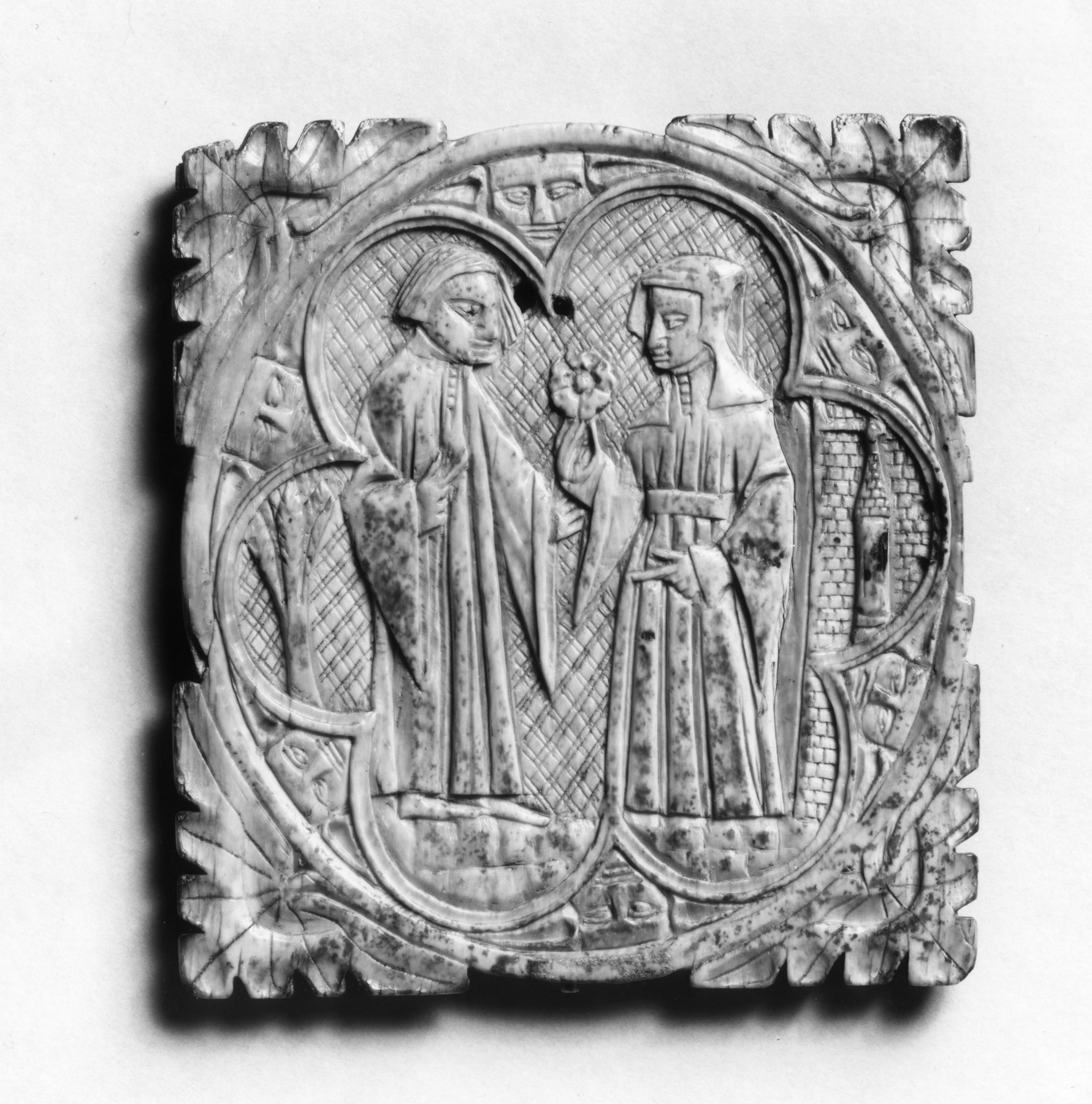
Caja de marfil de un espejo decorada con un hexafolio grabado

Otro método para dibujar un hexafolio es utilizar la forma denominada vesica piscis. Primero, se utiliza una regla para dibujar un segmento de línea recta. A continuación, se usa un compás para dibujar un círculo. La punta de la aguja se coloca en el punto donde el perímetro del círculo cruza la línea horizontal y el punto de dibujo en el centro del círculo para dibujar un arco que interseca dos puntos del perímetro del círculo, formando el contorno de una vesica piscis. La punta de la aguja del compás se coloca en los puntos donde la vesica piscis corta el perímetro del círculo y se dibuja otro semicírculo, que termina en el perímetro. Luego, se continúa dibujando los semicírculos en los puntos donde se cruzan con el perímetro del círculo hasta que todos los puntos estén conectados y la forma sea un hexágono.

## Arquitectura
Un componente clave de la arquitectura gótica es un sólido principio de diseño que involucra geometría y armonía. El diseño del hexafolio se empleó en numerosos edificios góticos construidos en los siglos XII al XVI. El diseño tradicional se utilizó en claustros, triforios y vidrieras de edificios famosos, como Notre-Dame, la Catedral de Salisbury y la Catedral de Ratisbona. Los hexafolios de piedra tallada se pueden ver en la tracería de la catedral de Salisbury, creando un patrón a lo largo del triforio.

## Religión

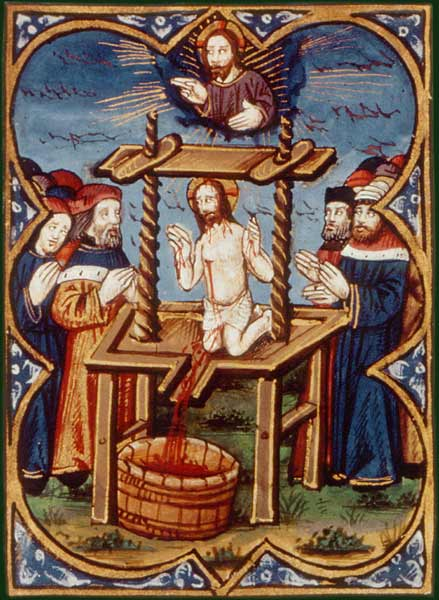
Marco con forma de hexafolio en la Biblia moralizada

La forma del hexafolio también se puede ver como un diseño de enmarcado utilizado en la Biblia moralisée. A menudo se representan en rojo, azul, dorado o naranja vibrante y rodean escenas de la Biblia. Se usó a menudo orlando las ilustraciones, y junto con el encuadre arquitectónico sirvió para proporcionar a los textos más profundidad, creatividad, originalidad y volumen. Las ilustraciones del Antiguo Testamento solían estar rodeadas de marcos con hexafolios, mientras que las representaciones de moralización tendían a utilizar entornos arquitectónicos.

## Simbología mágica
Se sabe que los diseños del hexafolio tienen vínculos con prácticas de magia popular en varios países, incluido el Reino Unido y Australia, donde  se utiliza un diseño de seis hojas con círculos concéntricos en hogares y ocasionalmente en edificios públicos para servir como un signo de protección.